# Municipio de Washington (condado de Bradley)
El municipio de Washington (en inglés: Washington Township) es un municipio ubicado en el condado de Bradley en el estado estadounidense de Arkansas. En el año 2010 tenía una población de 1410 habitantes y una densidad poblacional de 7,54 personas por km².

## Geografía
El municipio de Washington se encuentra ubicado en las coordenadas 33°26′7″N 92°8′1″O / 33.43528, -92.13361. Según la Oficina del Censo de los Estados Unidos, el municipio tiene una superficie total de 187.07 km², de la cual 187.04 km² corresponden a tierra firme y (0.02%) 0.03 km² es agua.

## Demografía
Según el censo de 2010, había 1410 personas residiendo en el municipio de Washington. La densidad de población era de 7,54 hab./km². De los 1410 habitantes, el municipio de Washington estaba compuesto por el 56.1% blancos, el 18.94% eran afroamericanos, el 2.06% eran amerindios, el 0.14% eran asiáticos, el 0.07% eran isleños del Pacífico, el 20.57% eran de otras razas y el 2.13% pertenecían a dos o más razas. Del total de la población el 29.08% eran hispanos o latinos de cualquier raza.